# Ewa Pajor
Ewa Pajor (født 3. december 1996) er en polsk kvindelig fodboldspiller, der spiller som angriber for FC Barcelona og Polens kvindefodboldlandshold. Hun er den yngste spiller, der har spillet i den bedste polske fodboldliga for kvinder, i Ekstraklasa, hun var på det tidspunkt 15 år og 133 dage gammel. Hun blev valgt til UEFA Under-17 Golden Player for bedste spiller i U/17 EM i fodbold for kvinder.
I juni 2015 underskrev Pajor en to-årig kontrakt med VfL Wolfsburg i den tyske Bundesliga.

## Hæder
- Bundesliga: Vinder 2016-17, 2017-18, 2018-19, 2019-20, 2021-22
- DFB-Pokal: Vinder 2016, 2017, 2018, 2019, 2020, 2021, 2022, 2023, 2024
- Istria Cup: Vinder 2015
- U/17 EM i fodbold for kvinder: Vinder 2013
- Ekstraliga: Vinder 2014, 2015
- Polske Cup: Vinder 2013, 2014, 2015